# Копальня Рейн
Копальня Рейн (Raine) – колишній гірничодобувний майданчик на острові Рейн, що лежить у Кораловому морі біля північно-східного завершення Австралії.
У другій половині XIX століття на тлі зростаючого попиту на добрива на численних островах Світового океану велись пошуки та видобуток гуано, зокрема, в 1890-му за розробку покладів Рейну узялась J.T. Arundel Company (до того її власник J.T. Arundel два десятки років очолював діяльність сіднейської Houlder Brothers Company з видобутку гуано на островах центрально-тихоокеанських архіпелагів Лайн та Фенкіс – Старбак, Сідней та ряді інших). 
Гуано Рейну відносилось до такого, що втратило більшість азоту та перетворилось на фосфорне добриво – фосфоритне гуано. Розробка велась відкритим способом із використанням сотні китайських та малайських робітників. Вилучене добриво доправляли до пристані за допомогою вагонеток.
Роботи на Рейні завершились вже у 1892 році, при цьому загальний обсяг видобутку оцінювався у «десятки тисяч тонн».